# Hullahalli, Alur
Hullahalli là một làng thuộc tehsil Alur, huyện Hassan, bang Karnataka, Ấn Độ.